# دنیس پرات
دنیس پرات (هلندی: Dennis Praet؛ زادهٔ ۱۴ مهٔ ۱۹۹۴) بازیکن فوتبال اهل بلژیک است که در پست هافبک برای باشگاه لستر سیتی بازی می‌کند.
از جمله تیم‌هایی که پرات در آن‌ها بازی کرده‌است می‌توان به اندرلشت و سمپدوریا اشاره‌کرد.
وی همچنین در تیم ملی بلژیک بازی می‌کند.
پرات در سال ۲۰۱۴ عنوان کفش طلای فوتبال بلژیک را کسب کرد.